# Honda CRF 1000 L Africa Twin
La Honda CRF 1000 L Africa Twin est une moto de type trail routier commercialisée par Honda à partir de 2016. Elle est l'héritière de la première génération d'Africa Twin de 1988.

## Conception
À sa sortie, la CRF 1000 est proposée à la vente en option avec une boite de vitesses robotisée DCT.